# Sabaton
Sabaton [ˈsæbəˌtɑn] é uma banda de power metal sueca, formada em 1999. O grupo é conhecido por ter letras com relação a guerras históricas. Em suas apresentações, eles utilizam uma imitação de um tanque de guerra (apelidada como "Audie"), que pesa duas toneladas e possui um kit de bateria montado em cima.

## História

### Início de carreira e primeiros álbuns
Em 1999, Joakim Brodén, Rickard Sundén, Oskar Montelius, Daniel Mÿhr, Daniel Mullback e Pär Sundström juntaram-se para formar a banda Sabaton. Após as primeiras gravações, várias gravadoras se interessaram pelo grupo, porém a Underground Symphony foi a escolhida.[carece de fontes?] Em 2000, foi apresentado o CD promo Fist for Fight, que atualmente é uma compilação.
Em 2002, um novo álbum foi gravado. Metalizer deveria ser distribuído pela Underground Symphony como o álbum de estreia da banda. Porém, depois de dois anos de espera — durante os quais a banda realizou várias apresentações em toda a Suécia — o álbum foi abandonado.

### Primo Victoria
Em 2005, Sabaton lançou seu segundo álbum, intitulado Primo Victoria, sendo o primeiro lançado pela gravadora Black Lodge.

### Attero Dominatus
Attero Dominatus foi lançado em 28 de janeiro de 2006. O tema do álbum, assim como do seu antecessor, é relacionado a guerras e conflitos políticos.

### Metalizer e The Art of War
Sabaton volta a lançar o álbum Metalizer em 16 de março de 2007. Em 2008 é lançado o álbum The Art of War com a música Ghost Division (Divisão Fantasma), que faz clara referência à 7ª Divisão Panzer. Outra faixa, 40:1, alude a resistência polaca na Batalha de Wizna.

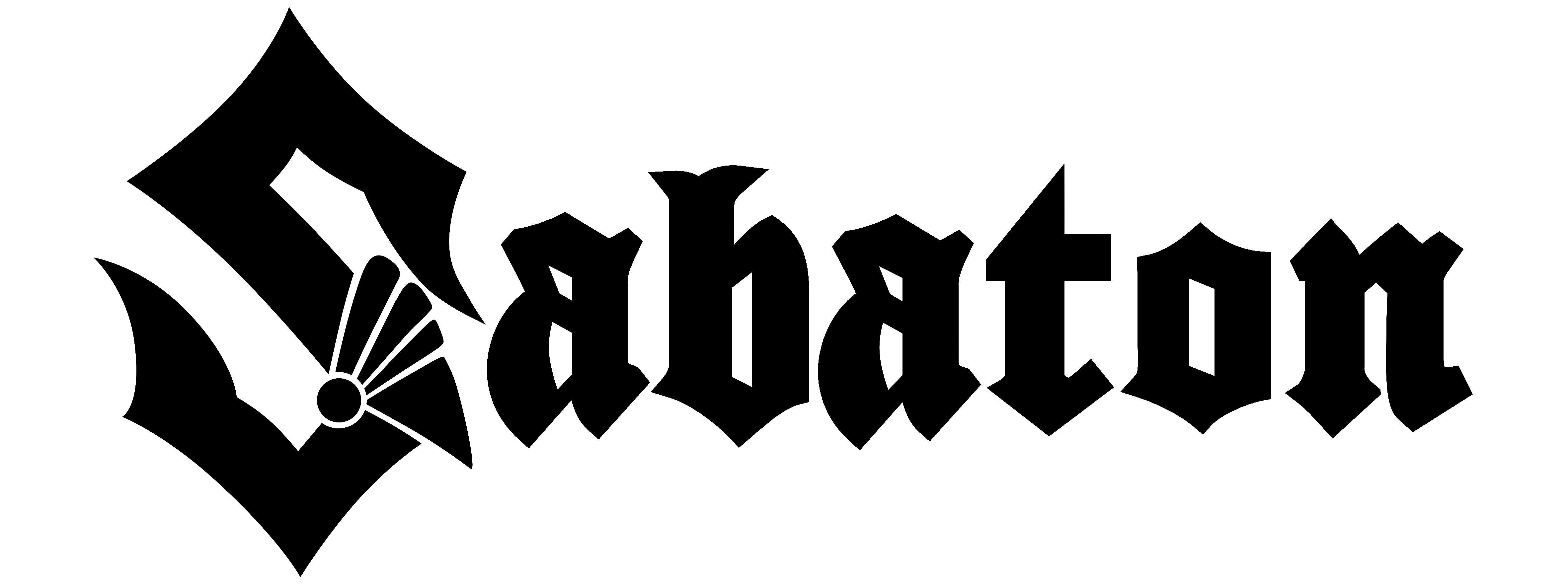
Logo da Sabaton

### Coat of Arms
Em 1 de agosto de 2010, foi lançado o álbum Coat of Arms. Este é conhecido por grande parte de suas músicas terem relação com a Segunda Guerra Mundial.

### Mudança de membros e Carolus Rex
Em 31 de março de 2012, o vocalista Joakim Brodén confirmou os rumores de que a banda estaria indo em direções diferentes. Os guitarristas Oskar Montelius e Rikard Sundén, o baterista Daniel Mulback e o tecladista Daniel Myhr decidiram sair da banda, sendo substituídos pelos guitarristas Chris Rörland e Thobbe Englund e o baterista Robban Bäck.
"Carolus Rex" foi lançado em 22 de maio de 2012. O álbum está disponível em dois idiomas, sueco e inglês. Musicas do CD: Dominium Maris Baltici, The Lion From The North, Gott Mit Uns, A Lifetime Of War, 1 6 4 8, The Carolean's Prayer, Carolus Rex, Killing Ground, Poltava, Long Live The King, Ruina Imperii e In the Army Now, que foi uma adaptação da música de mesmo nome da banda inglesa Status Quo.

### Heroes
O álbum Heroes foi lançado no dia 16 de maio de 2014, com o selo Nuclear Blast. É o primeiro álbum com o novo line-up, agora com Chris Rörland e Thobbe Englund nas guitarras; e Hannes van Dahl na bateria. Musicas do CD: "Night Witches", "No Bullets Fly", "Smoking Snakes", "Inmate 4859", "To Hell and Back", "The Ballad of Bull", "Resist and Bite", "Soldier of 3 Armys", "Far From the Fame", "Hearts of Irons", "7734 e Man of War". A canção "Smoking Snakes" faz referência a conhecida história dos "Três Heróis Brasileiros" — três soldados brasileiros da Força Expedicionária Brasileira que lutaram na Segunda Guerra Mundial. Segundo se conta a história, os três soldados teriam ignorado uma ordem de rendição perante um número esmagador de inimigos; abriram uma carga contra os mesmos; e foram mortos em combate, sendo posteriormente sepultados por seus próprios inimigos em forma de respeito. Um trecho da canção é cantado em português pelo vocalista Joakim Brodén ("Cobras fumantes, eterna é sua vitória"), que relembra a época em que se dizia no Brasil: "é mais fácil uma cobra fumar charuto que o Brasil entrar na Guerra". Assim, quando a Força Expedicionária Brasileira foi enviada para a Guerra, o lema tornou-se "A cobra vai fumar".

### The Last Stand
Em abril de 2016, a banda anunciou a capa do seu novo álbum chamado The Last Stand.Em 10 de junho de 2016, o primeiro single do álbum foi lançado, chamado The Lost Battalion que retrata sobre uma unidade militar de mesmo nome da Primeira Guerra Mundial.Em 25 de julho de 2016, a banda anunciou via sua página do Facebook que o guitarrista Thobbe Englund tinha deixado a banda. Englund fez seu último show com o Sabaton no Rockstad: Falun 2016, onde seu substituto foi anunciado como Tommy Johansson.

### Turnê mundial em 2016
No ano de 2016, a banda fez uma turnê pelo mundo nos seguintes lugares: Belo Horizonte, São Paulo, Rio de Janeiro, Limeira, Porto Alegre, Curitiba, Buenos Aires, Santiago, Lima, Cidade do México, Monterrey, Krasnoyarsk, Novosibirsk, Yekaterinburg, Samara, Krasnodar, São Petersburgo, Minsk, Moscou, Mar Báltico (em que todos os ingressos se esgotaram nos primeiros cinco dias), Riga, Vilnius, Hamburgo, Oberhausen, Antwerp, Dublin, Glasgow, Manchester, Londres, Lille, Paris, Toulouse, Bilbao, Porto, Madrid, Barcelona, Lyon, Milão, Viena, Ludwigsburg, Amsterdam, Frankfurt, Saarbrucken, Bask, Bamberg, Munique, Helsinki, Tallinn e Gdansk.
Em 2021, a música deles "Steel Commanders" foi eleita pela Loudwire como a 33ª melhor música de metal de 2021.

## Membros

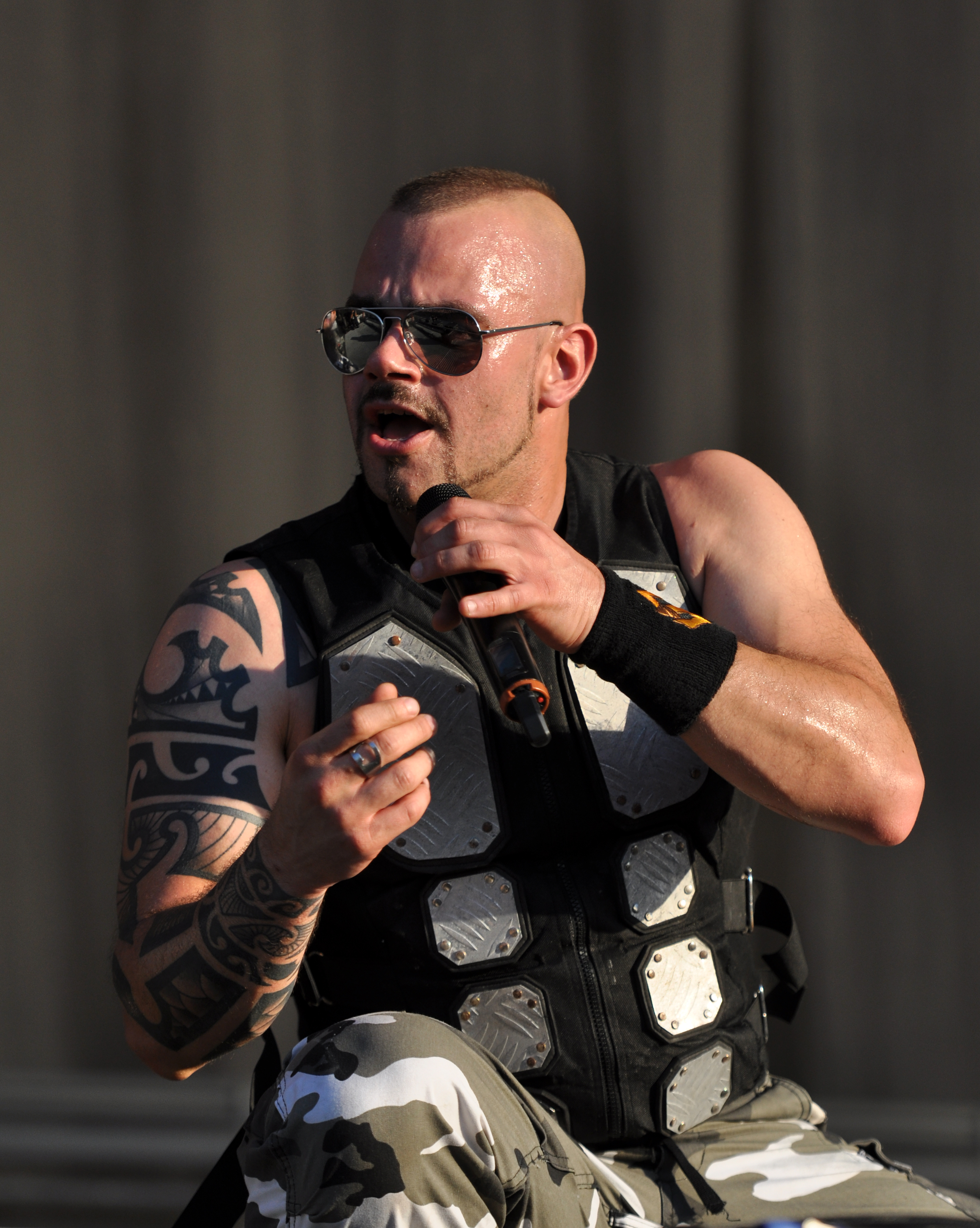
Joakim Brodén - Vocalista da banda do Sabaton

### Atuais
- Joakim Brodén – vocais (1999-atualmente), teclados (1999-2004, 2013-atualmente)
- Pär Sundström - baixo (1999-atualmente)
- Chris Rörland – guitarra (2012-atualmente)
- Hannes Van Dahl – bateria (2013-atualmente)
- Thobbe Englund – guitarra (2012-2016, 2024-atualmente)

### Ex-membros
- Richard Larsson — bateria (1999-2001)
- Rickard Sundén — guitarra (1999-2012)
- Oskar Montelius — guitarra (1999-2012)
- Daniel Mullback — bateria (2001-2012)
- Daniel Mÿhr — teclados (2005-2012)
- Robban Bäck — bateria (2012-2013)
- Tommy Johansson — guitarra (2016-2024)

## Discografia
| - 2005 - Primo Victoria - 2006 - Attero Dominatus - 2007 - Metalizer - 2008 - The Art of War - 2010 - Coat of Arms - 2012 - Carolus Rex - 2014 - Heroes - 2016 - The Last Stand - 2019 - The Great War - 2022 - The War to End All Wars - 2011 - World War Live: Battle of the Baltic Sea - 2013 - Swedish Empire Live - 2016 - Heroes on Tour - 2021 - The Great Show - 2006 - Attero Dominatus - 2006 - Metal Crüe - 2008 - 40:1 - 2008 - Cliffs of Gallipoli - 2010 - Uprising - 2010 - Screaming Eagles - 2014 - "To Hell and Back" - 2018 - "Primo Victoria" - 2019 - "Fields of Verdun" - 2021 - "Christmas Truce" - 2022 - "Soldier of Heaven" | - 2007 - Attero Dominatus & Primo Victoria sampler - 2022 - "Weapons Of The Modern Age" - 2007 - "Masters of the World" - 2008 - "Cliffs of Gallipoli"/"Ghost Division" - 2010 - "Coat of Arms" - 2010 - "Screaming Eagles" - 2012 - "The Lion from the North" - 2012 - "A Lifetime Of War" - 2012 - "Carolus Rex" - 2013 - "40:1" - 2014 - "To Hell and Back" - 2014 - "Resist and Bite" - 2016 - "The Lost Battalion" - 2016 - "Blood of Bannockburn" - 2016 - "Shiroyama" - 2021 - "Livgardet(The royal guard)" - 2021 - "Defence of Moscow" - 2022 - "Soldier of Heaven" - 2022 - "The Unkillable Soldier" - 2022 - "Father" - 2025 - "Templars" |

## Prêmios/Honrarias
Metal Hammer Golden Gods Awards
| Ano  | Recipiente | Categoria              | Resultado |
| ---- | ---------- | ---------------------- | --------- |
| 2011 | Sabaton    | Best Breakthrough Band | Venceu    |
| 2012 | Sabaton    | Metal As Fuck          | Indicado  |
| 2013 | Sabaton    | Best Live Band         | Indicado  |

Metal Hammer Awards (GER)
| Ano  | Recipiente | Categoria      | Resultado |
| ---- | ---------- | -------------- | --------- |
| 2012 | Sabaton    | Best Live Band | Venceu    |

Bandit Rock Awards
| Ano  | Recipiente  | Categoria                   | Resultado |
| ---- | ----------- | --------------------------- | --------- |
| 2012 | Sabaton     | Best Swedish Group          | Venceu    |
| 2012 | Sabaton     | Best Swedish Live Act       | Venceu    |
| 2013 | Carolus Rex | Best Swedish Album          | Venceu    |
| 2013 | Sabaton     | Best Swedish Live Act       | Venceu    |
| 2013 | Sabaton     | Best Swedish Group / Artist | Venceu    |

Rockbjörnen
| Ano  | Recipiente | Categoria                  | Resultado |
| ---- | ---------- | -------------------------- | --------- |
| 2013 | Sabaton    | The Year's hard rock/metal | Venceu    |